# Schaerbeek temető
Schaerbeek temető Belgiumban. Schaerbeekben, Brüsszel keleti részén található.

## Jelentősebb sírok
- Louis Bertrand (1856-1943)
- Ernest Cambier (1844-1909)
- Andrée de Jongh (1916-2007)
- Henri Jaspar (1870-1939)
- René Magritte (1898-1967)
- Marcel Mariën (1920-1993)
- Henry Stacquet (1838-1906)

## Képek

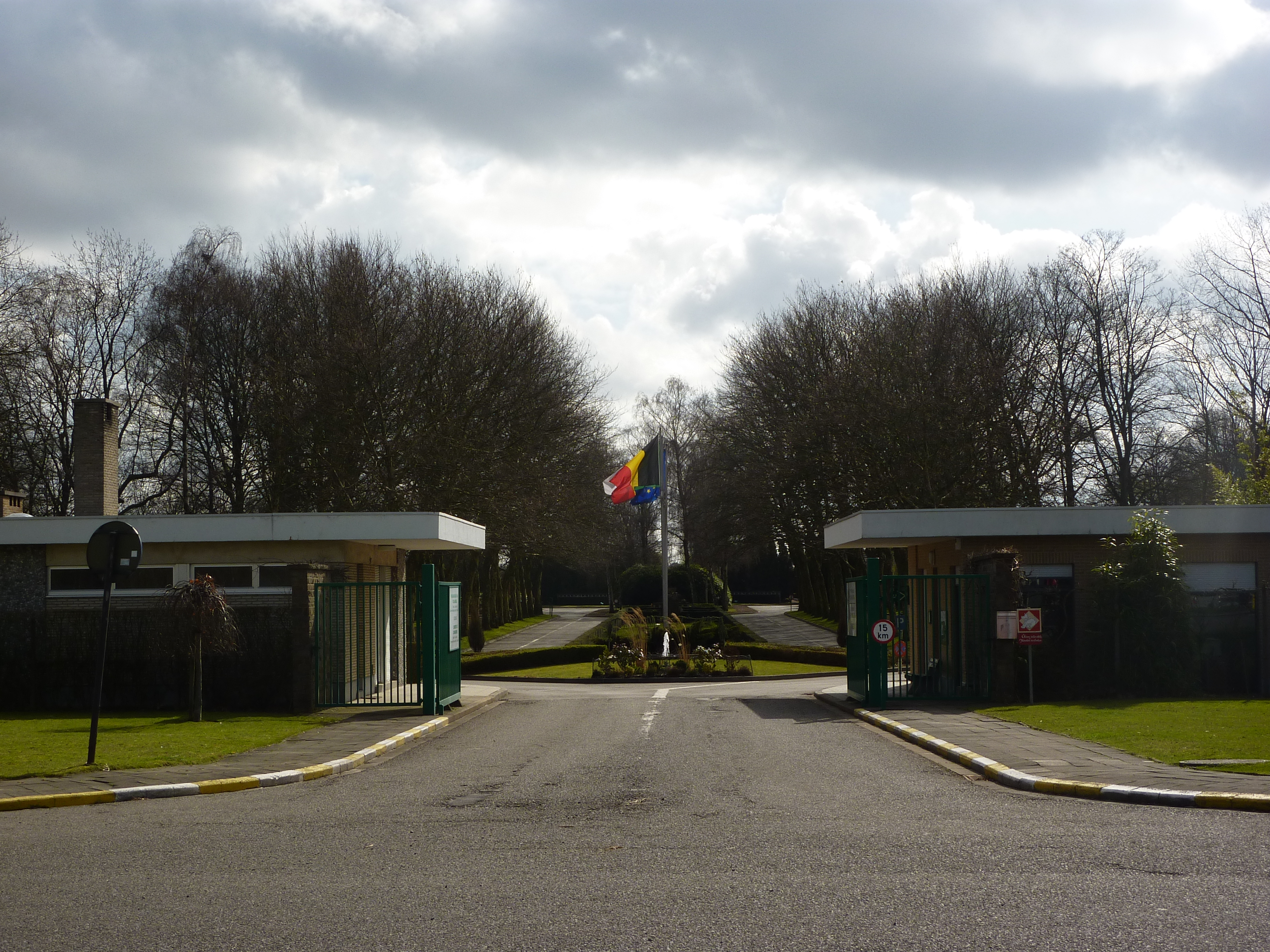
Schaerbeek temető
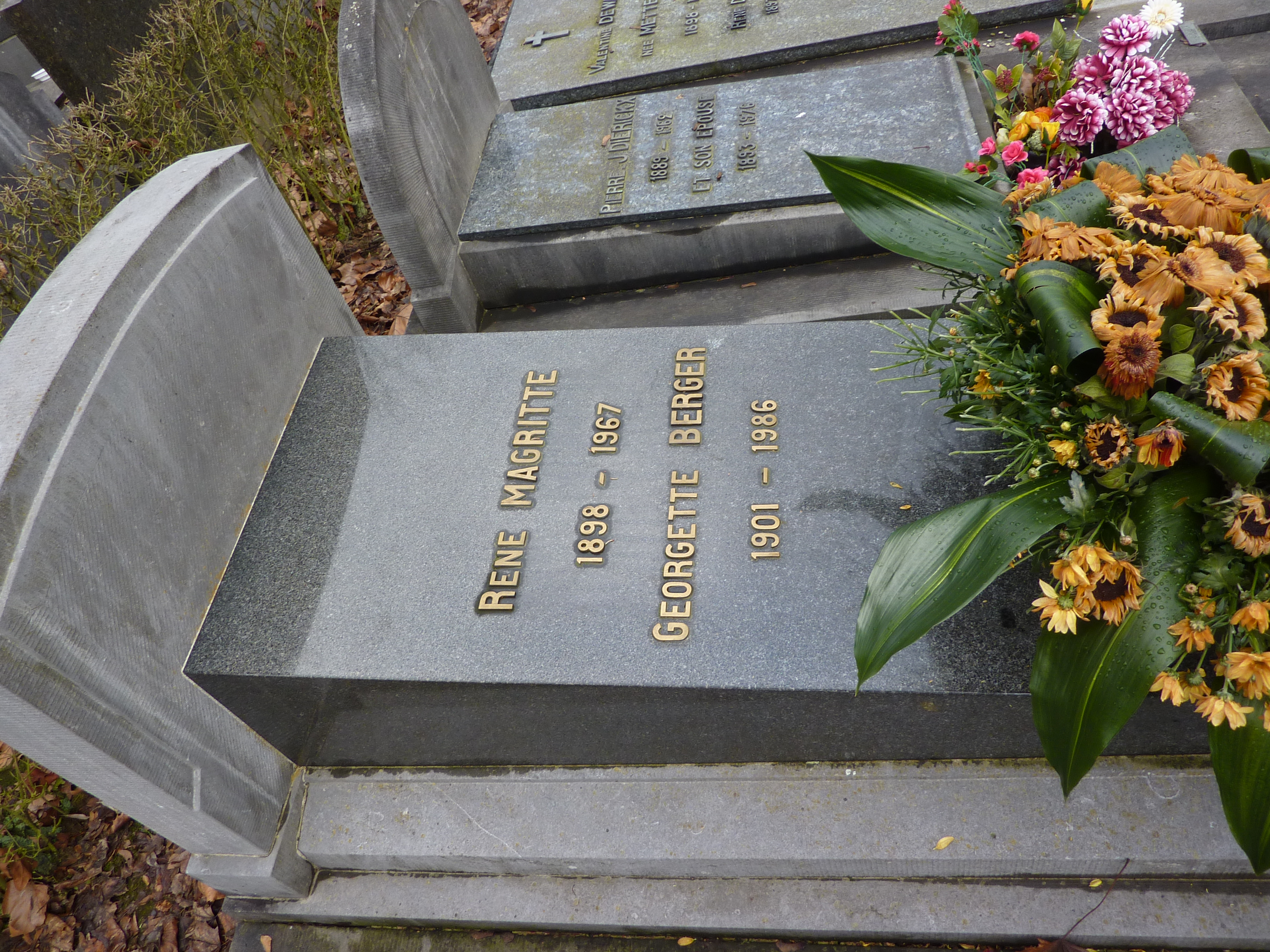
René Magritte sírja
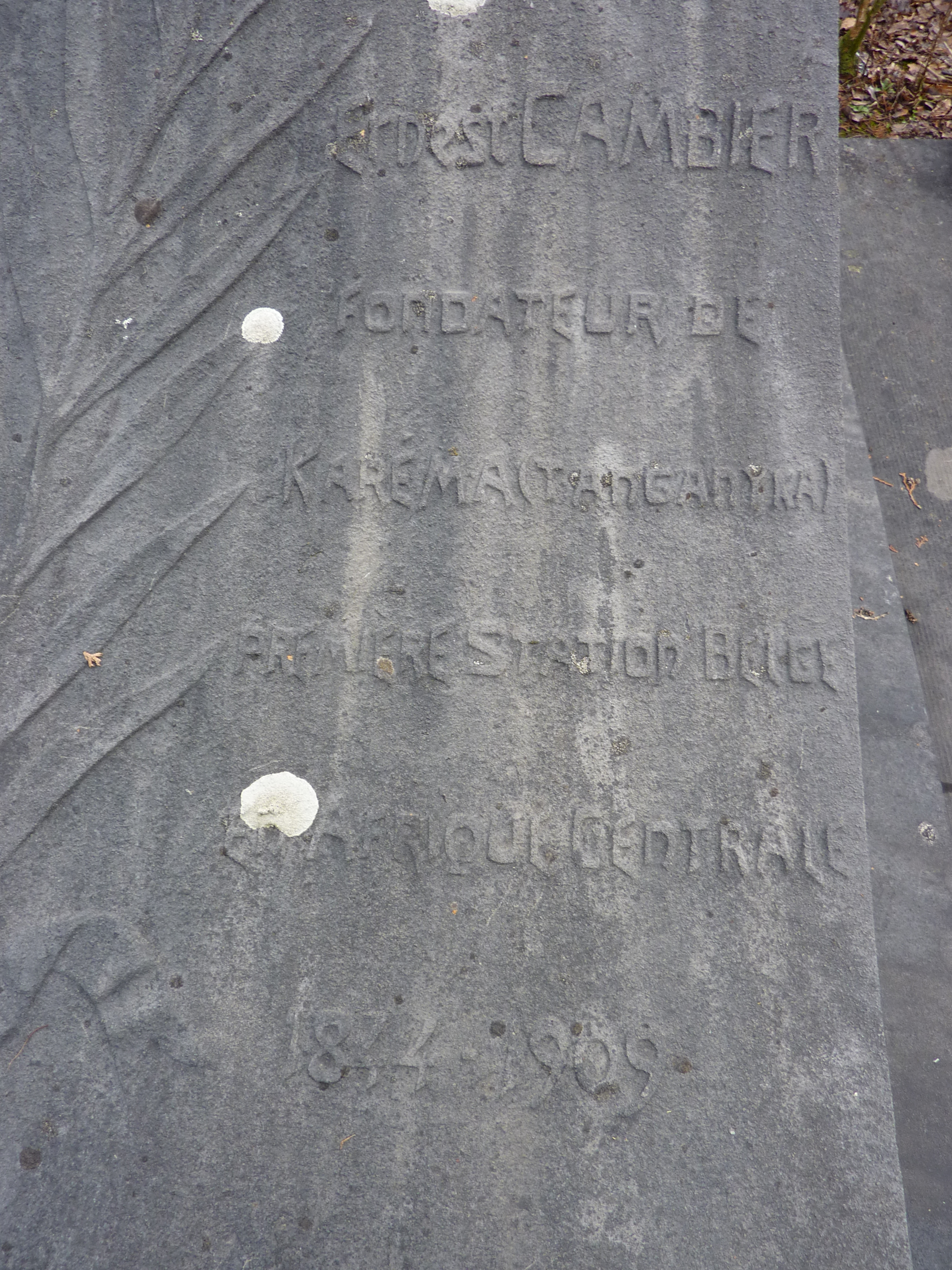
Ernest Cambier sírja
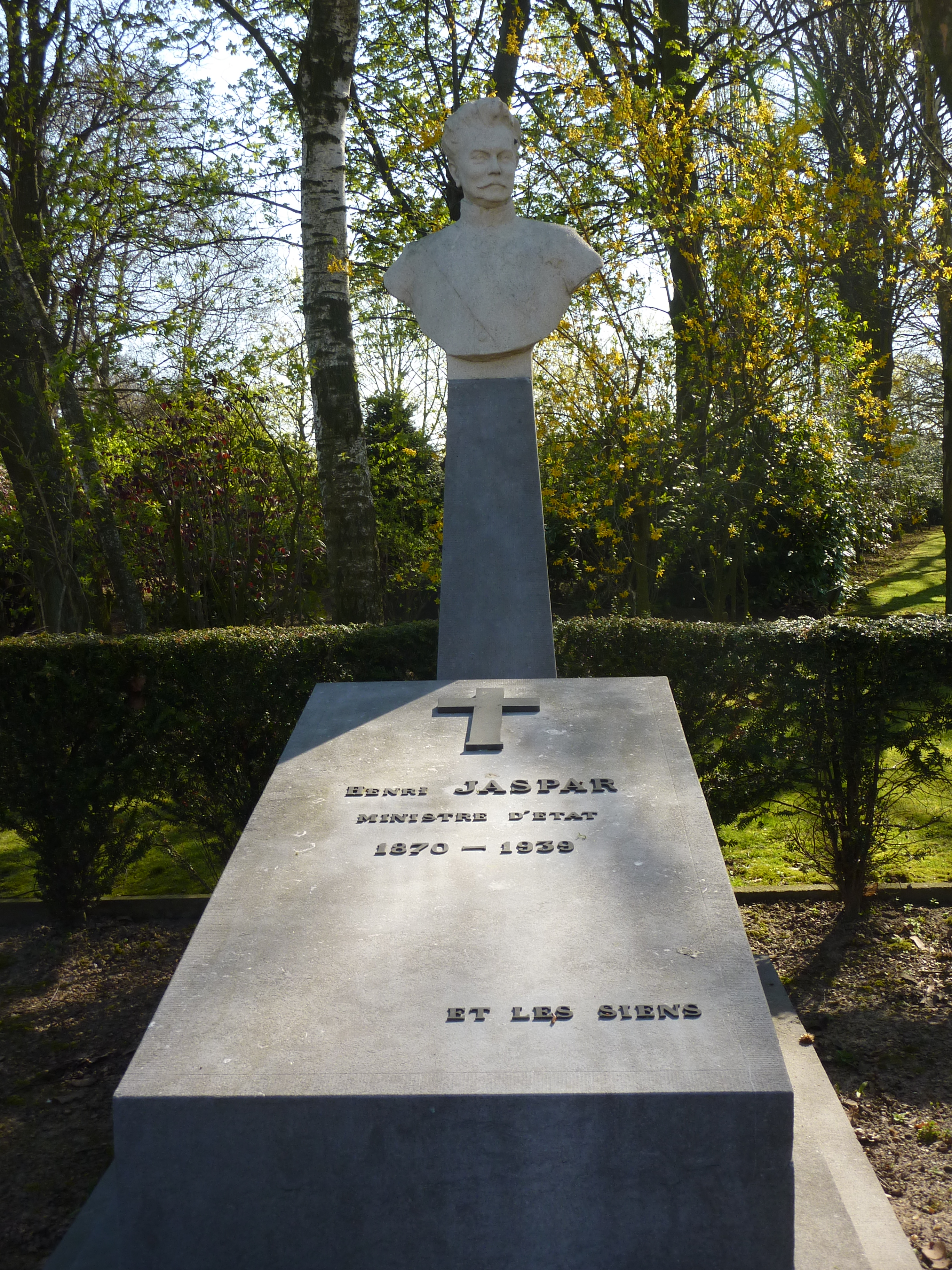
Henri Jaspar sírja